# Qualificazioni al campionato europeo maschile di calcio 2024 - Gruppo G
Il gruppo G delle qualificazioni al campionato europeo di calcio 2024 è composto da cinque squadre: Ungheria, Serbia, Montenegro, Bulgaria e Lituania. La composizione dei gruppi di qualificazione è stata sorteggiata il 9 ottobre 2022.

## Classifica
| Squadra    | Pt | G | V | N | P | GF | GS | DR |
| ---------- | -- | - | - | - | - | -- | -- | -- |
| Ungheria   | 18 | 8 | 5 | 3 | 0 | 16 | 7  | +9 |
| Serbia     | 14 | 8 | 4 | 2 | 2 | 15 | 9  | +6 |
| Montenegro | 11 | 8 | 3 | 2 | 3 | 9  | 11 | -2 |
| Lituania   | 6  | 8 | 1 | 3 | 4 | 8  | 14 | -6 |
| Bulgaria   | 4  | 8 | 0 | 4 | 4 | 7  | 14 | -7 |

## Risultati

### Prima giornata
| Arbitro: | Əliyar Ağayev |

|  |           |              |
|  | Marcatori | 70’ Krstović |

| Arbitro: | Lawrence Visser |

|                        |           |  |
| Tadić 16’ Vlahović 53’ | Marcatori |  |

### Seconda giornata
| Arbitro: | Halil Umut Meler |

|                                   |           |  |
| Vécsei 7’ Szoboszlai 26’ Ádám 39’ | Marcatori |  |

| Arbitro: | Clément Turpin |

|  |           |                     |
|  | Marcatori | 78’, 90+6’ Vlahović |

### Terza giornata
| Arbitro: | Jakob Alexander Sundberg |

|                |           |               |
| Girdvainis 15’ | Marcatori | 27’ M. Petkov |

| Podgorica 17 giugno 2023, ore 18:00 CEST | Montenegro        | 0 – 0 referto | Ungheria | Stadio pod Goricom (6 761 spett.)\| Arbitro: \| Jesús Gil Manzano \| |
| Arbitro:                                 | Jesús Gil Manzano |               |          |                                                                      |

### Quarta giornata
| Arbitro: | Craig Pawson |

|              |           |               |
| Despodov 47’ | Marcatori | 90+6’ Lazović |

| Arbitro: | António Nobre |

|                      |           |  |
| Varga 32’ Sallai 83’ | Marcatori |  |

### Quinta giornata
| Arbitro: | Mohammed Al-Hakim |

|                              |           |                        |
| Paulauskas 71’ Černych 90+4’ | Marcatori | 78’ Krstović 89’ Savić |

| Arbitro: | Juan Martínez Munuera |

|                      |           |                     |
| A. Szalai 10’ (aut.) | Marcatori | 34’ Varga 36’ Orban |

### Sesta giornata
| Arbitro: | Harm Osmers |

|                           |           |             |
| Savić 45+1’ Jovetić 90+6’ | Marcatori | 79’ Borukov |

| Arbitro: | Sascha Stegemann |

|                |           |                           |
| Paulauskas 45’ | Marcatori | 21’, 32’, 43’ A. Mitrović |

### Settima giornata
| Arbitro: | Giorgi Kruashvili |

|  |           |                 |
|  | Marcatori | 45’, 55’ Širvys |

| Arbitro: | François Letexier |

|                      |           |              |
| Varga 20’ Sallai 34’ | Marcatori | 33’ Pavlović |

### Ottava giornata
| Arbitro: | Juxhin Xhaja |

|                        |           |                                 |
| Černych 20’ Širvys 36’ | Marcatori | 67’ (rig.) Szoboszlai 82’ Varga |

| Arbitro: | Szymon Marciniak |

|                            |           |             |
| Mitrović 9’, 74’ Tadić 77’ | Marcatori | 36’ Jovetić |

### Nona giornata
| Arbitro: | Daniel Stefański |

|                               |           |                                 |
| Delev 24’ Despodov 78’ (rig.) | Marcatori | 10’ Ádám 90+7’ (aut.) A. Petkov |

| Arbitro: | Artur Soares Dias |

|                    |           |  |
| Kuč 3’ Jovetić 48’ | Marcatori |  |

### Decima giornata
| Arbitro: | Danny Makkelie |

|                                   |           |             |
| Szoboszlai 66’, 68’ Á. Nagy 90+3’ | Marcatori | 36’ Rubežić |

| Arbitro: | Erik Lambrechts |

|                         |           |                        |
| Veljković 16’ Babić 82’ | Marcatori | 59’ Rusev 69’ Despodov |

## Classifica marcatori
5 reti
- Aleksandar Mitrović

4 reti
- Dominik Szoboszlai (1 rigore)

- Barnabás Varga

3 reti
- Kiril Despodov (1 rigore)
- Pijus Širvys

- Stevan Jovetić
- Dušan Vlahović

2 reti
- Martin Ádám
- Roland Sallai
- Fedor Černych

- Gytis Paulauskas
- Nikola Krstović
- Stefan Savić

- Dušan Tadić

1 rete
- Preslav Borukov
- Spas Delev
- Marin Petkov
- Georgi Rusev
- Ádám Nagy

- Willi Orban
- Bálint Vécsei
- Edvinas Girdvainis
- Edvin Kuč
- Slobodan Rubežić

- Srđan Babić
- Darko Lazović
- Strahinja Pavlović
- Miloš Veljković

Autoreti
- Aleks Petkov (1, pro  Ungheria)

- Attila Szalai (1, pro  Serbia)